# Embuscade de Mastung (2011)
Le 20 septembre 2011, alors qu'un bus partant de Mastung au Baloutchistan était en route vers l'Iran pour faire un pèlerinage au mausolée de l'imam Reza, le huitième imam infaillible dans le chiisme duodécimain, des hommes appartenant au Lashkar-e-Jhangvi ont tendu une embuscade au véhicule.
Après avoir arrêté le véhicule, les sunnites et les chiites ont été séparés, puis 26 Hazaras, facilement reconnaissables par leurs caractéristiques physiques seront abattus.[réf. nécessaire]

## Contexte
Chaque année, des milliers d'Hazaras se rendent en pèlerinage en Iran, en particulier au mausolée de l'Imam Reza, huitième imam infaillible dans la religion chiite. Des Baloutches, bien que sunnites, se rendent également en Iran, en particulier a la frontière irano-pakistanaise en raison du manque de travail au Baloutchistan.

## Déroulement
Alors que le bus était en train de rouler, un groupe d'environ 10 hommes, armés de lance-roquettes et de kalachnikov a arrêté le bus.
Le bus faisait une navette de Quetta à Taftan. 45 passagers étaient a bord du véhicule mais seuls les hazaras ont été identifiés et invités à sortir. Les 26 Hazaras ont été alignés puis abattus. Le reste des passagers sunnites ont pu repartir sain et sauf.
Ensuite, 3 autres hazaras ont été tués pour avoir tenté de secourir les survivants de l'attaque du bus, ce qui porte le nombre de morts à 29.

### Auteurs
Le groupe djihadiste Lashkar-e-Jhangvi (LeJ) a revendiqué la responsabilité du massacre. C'est ce même groupe qui a orchestré les attentats de Quetta en 2010, l'attentat de Quetta en 2013, ainsi que l'attentat de la mosquée chiite de Quetta en 2003. 

## Réaction
À la suite de l'attaque, la licence de la société qui transportait les pèlerins a été annulée par le ministre de l'Intérieur du Baloutchistan, Mir Zafarullah Zehri (en), puis le gouvernement iranien a fermé le poste-frontière de Mirjaveh (fa).
Des manifestations ont éclaté dans les villes de Karachi, Skardu, Muzaffarabad, Nawabshah, Sukkur, Ghotki et Multan. Les manifestants chiites ont exigé la démission du ministre en chef du Baloutchistan, Aslam Raisani (en).
Le président du Pakistan, Asif Ali Zardari, le gouverneur du Baloutchistan Zulfiqar Magsi (en) et le ministre en chef Aslam Raisani (en), ont fermement condamné l'attaque contre la minorité chiite à Quetta.
Un comité juridique à également été formé par le ministre en chef du Baloutchistan pour enquêter sur l'incident et faire rapport dans les 15 jours.
Le comité comprenait le secrétaire de l'état major Qamar Zaman Chaudhry (en), l'inspecteur général de la police du Baloutchistan Rao Mohammad Amin Hashim, le commissaire de la division Quetta et Khuzdar Naseem Lehri, l'officier de police de la capitale Quetta Ehsan Mahboob, le sous-commissaire de Quetta Shaukat Ali Maraghzani et le sous-commissaire de Mastung, Noor ul Haq Baloch.